# Piotr Klimczak
Piotr Arkadiusz Klimczak (* 18. Januar 1980 in Nowy Sącz) ist ein polnischer Leichtathlet, der sich auf den 400-Meter-Lauf spezialisiert hat und international vor allem als Staffelläufer erfolgreich ist.
Klimczak trat bei den Olympischen Spielen 2004 in Athen im 400-Meter-Lauf und in der 4-mal-400-Meter-Staffel an, schied aber jeweils im Vorlauf aus. Bei der Universiade 2005 in İzmir gewann er mit der Staffel die Goldmedaille. Im folgenden Jahr führte er die polnische Mannschaft um Daniel Dąbrowski, Marcin Marciniszyn, Rafał Wieruszewski als Schlussläufer zum zweiten Platz bei den Hallenweltmeisterschaften in Moskau.
Bei den Halleneuropameisterschaften 2007 in Birmingham wurde Klimczak erneut als Schlussläufer in der 4-mal-400-Meter-Staffel eingesetzt und errang gemeinsam mit Jan Ciepiela, Marcin Marciniszyn und Jarosław Wasiak die Bronzemedaille. Im selben Jahr siegte er mit der Staffel bei der Universiade in Bangkok und wurde im 400-Meter-Lauf Zweiter. Bei den Olympischen Spielen 2008 in Peking belegte er mit der Staffel den siebten Rang, bei den Halleneuropameisterschaften 2009 in Turin holte die polnische Staffel in der Aufstellung von Birmingham eine weitere Bronzemedaille.
Sowohl bei den Weltmeisterschaften 2009 in Berlin als auch bei den Europameisterschaften 2010 in Barcelona lief Klimczak mit der polnischen Staffel auf den fünften Platz.
Piotr Klimczak ist 1,82 m groß und wiegt 72 kg. Er startet für den Sportklub AZS-AWF Kraków.

## Bestleistungen
- 200 m: 21,06 s, 27. Mai 2006, Biała Podlaska
- 400 m: 45,60 s, 31. Juli 2005, Posen
  - Halle: 47,07 s, 22. Februar 2009, Spała